# Martha Hyer
Pour les articles homonymes, voir Hyer.
Martha Hyer est une actrice et scénariste américaine, née le 10 août 1924 à Fort Worth (Texas), morte le 31 mai 2014 à Santa Fe (Nouveau-Mexique).

## Biographie
Martha Hyer joue au cinéma entre 1946 et 1973. Un de ses films les plus connus est Comme un torrent (Some Came Running, 1958), aux côtés de Frank Sinatra, Shirley MacLaine et Dean Martin, pour lequel elle obtient une nomination à l'Oscar de la meilleure actrice dans un second rôle en 1959.
À la télévision, elle apparaît dans des séries de 1950 à 1974.
Son unique contribution comme scénariste, sous le pseudonyme de « Martin Julien », est pour Une bible et un fusil de Stuart Millar (Rooster Cogburn, 1975), avec John Wayne et Katharine Hepburn.
Elle était veuve du producteur de cinéma Hal B. Wallis (1899-1986) qu'elle avait épousé en 1966.

## Filmographie partielle

### Au cinéma
(comme actrice, dans des films américains, sauf mention contraire)
- 1946 : Le Médaillon (The Locket) (non créditée) de John Brahm
- 1947 : Né pour tuer (Born to Kill) (non créditée) de Robert Wise
- 1948 : Quand le rideau tombe (The Velvet Touch) de Jack Gage
- 1949 : Le Pigeon d'argile (The Clay Pigeon) de Richard Fleischer
- 1953 : Mon grand (So Big) de Robert Wise
- 1953 : Deux Nigauds chez Vénus (Abbott and Costello Go to Mars) de Charles Lamont
- 1954 : Mademoiselle Porte-bonheur (Lucky Me) de Jack Donohue
- 1954 : La Bataille de Rogue River (The Battle of Rogue River) de William Castle
- 1954 : L'Assassin parmi eux (Down Three Dark Streets) d'Arnold Laven
- 1954 : Sabrina de Billy Wilder
- 1955 : El Tigre (Kiss of Fire) de Joseph M. Newman
- 1956 : Crépuscule sanglant  (Red Sundown) de Jack Arnold
- 1957 : L'Extravagant Monsieur Cory (Mister Cory) de Blake Edwards
- 1957 : À Paris tous les deux (Paris Holiday) de Gerd Oswald (coproduction France / États-Unis, avec Fernandel)
- 1957 : Le Délinquant involontaire (The Delicate Delinquent) de Don McGuire

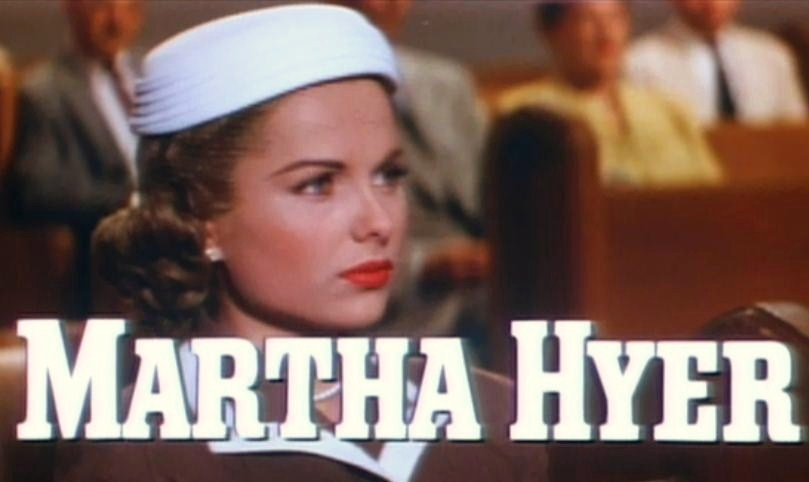
Dans Les Ailes de l'espérance (1957)

- 1957 : Les Ailes de l'espérance (Battle Hymn) de Douglas Sirk
- 1957 : Mon homme Godfrey (My Man Godfrey) de Henry Koster
- 1957 : Kelly et moi ((Kelly and Me) ) de Robert Z. Leonard
- 1958 : Comme un torrent (Some Came Running) de Vincente Minnelli
- 1958 : La Péniche du bonheur (Houseboat) de Melville Shavelson
- 1959 : Rien n’est trop beau (The Best of Everything) de Jean Negulesco
- 1959 : Simon le pêcheur (The Big Fisherman) de Frank Borzage
- 1960 : Desire in the Dust réalisé par William F. Claxton
- 1960 : Les Aventuriers (The Ice Palace) de Vincent Sherman
- 1960 : Les Mystères d'Angkor (Die Herrin der Welt, Teil I - Teil II) de William Dieterle et Richard Angst (coproduction Allemagne / Italie / États-Unis)
- 1961 : Le Tombeur de ces dames (The Ladies Man) de Jerry Lewis
- 1962 : Citoyen de nulle part (A Girl Named Tamiko) de John Sturges
- 1963 : Les Pieds dans le plat (The Man from the Diner's Club) de Frank Tashlin
- 1963 : Le Divan de l'infidélité (Wives and Lovers) de John Rich
- 1964 : Les Premiers Hommes dans la Lune (First Men in the Moon) de Nathan Juran (film britannique)
- 1964 : Les Ambitieux (The Carpetbaggers) d'Edward Dmytryk
- 1965 : Deux bidasses et le général (Due marines e un generale) de Luigi Scattini (coproduction Italie / États-Unis)
- 1965 : Les Quatre Fils de Katie Elder (The Sons of Katie Elder) de Henry Hathaway
- 1966 : La Poursuite impitoyable (The Chase) d'Arthur Penn
- 1967 : La Maison des mille poupées (La casa de las mil muñecas) de Jeremy Summers
- 1967 : Les Détraqués (The Happening) d'Elliot Silverstein
- 1967 : Le Déchaîné (Lo scatenato) de Franco Indovina (production italienne)
- 1969 : Histoire d'un meurtre (Once You Kiss a Stranger…) de Robert Sparr
- 1973 : Le Jour des loups (Day of the Wolves) de Ferde Grofé Jr.
- 1975 : Une bible et un fusil (Rooster Cogburn) de Stuart Millar (comme scénariste)

### À la télévision (séries)
- 1959 : Rawhide, saison 1, épisode 8, Incident West of Lano de Charles Marquis Warren
- 1961 : Route 66 (titre original), saison 1, épisode 19, An Absence of Tears d'Alvin Ganzer
- 1962-1965 : Suspicion (The Alfred Hitchcock Hour), saison 1, épisode 1, A Piece of the Action (1962) de Bernard Girard et saison 3, épisode 12, Crimson Witness (1965) de David Friedkin
- 1963-1965 : L'Homme à la Rolls (Burke's Law), première série :
  - Saison 1, épisode 9, Who killed Wade Walker ? (1963) de Stanley Z. Cherry
  - Saison 1, épisode 19, Who killed April ? (1964) de Lewis Allen
  - Saison 1, épisode 30, Who killed the Eleventh Best Dressed Woman in the World ? (1964) de Don Weis
  - Saison 2, épisode 7, Who killed Cornelius Gilbert ? (1964) de Don Taylor
  - Saison 2, épisode 18, Who killed the Toy Soldier ? (1965) de Jerry Hopper
  - Saison 2, épisode 31, Who killed the Grand Piano ? (1965) de Frederick De Cordova
- 1965 : Ma sorcière bien-aimée (Bewitched), saison 1, épisode 18, Le Chat et le pélican (The Cat's Meow) de David Orrick McDearmon
- 1970 : Le Virginien (The Virginian), saison 9, épisode 1, The West vs. Colonel MacKenzie de Jerry Hopper
- 1974 : Un shérif à New York (McCloud), saison 4, épisode 3, A Cowboy in Paradise de Jerry Paris